# أندريا أورلاندو
أندريا أورلاندو (بالإيطالية: Andrea Orlando) هو سياسي إيطالي، ولد في 8 فبراير 1969 في لا سبيتسيا في إيطاليا. حزبياً، نشط في الحزب الشيوعي الإيطالي (1983 – 3 فبراير 1991) والحزب الديمقراطي اليساري (3 فبراير 1991 – 14 فبراير 1998) وديمقراطيو اليسار (14 فبراير 1998 – 14 أكتوبر 2007) والحزب الديمقراطي (14 أكتوبر 2007 – ).

## مناصب
- انتخب عضو مجلس النواب في الجمهورية الإيطالية (19 مارس 2018 – ).
- انتخب وزير العدل (12 ديسمبر 2016 – 1 يونيو 2018).
- انتخب عضو مجلس النواب في الجمهورية الإيطالية عن دائرة Liguria (Chamber of Deputies constituency) [الإنجليزية]‏ خلال فترته النيابية [الإنجليزية]‏ (22 أبريل 2008 – 14 مارس 2013).
- انتخب عضو مجلس النواب في الجمهورية الإيطالية عن دائرة Liguria (Chamber of Deputies constituency) [الإنجليزية]‏ وقد انضم خلال فترته النيابية [الإنجليزية]‏ (5 مارس 2013 – 22 مارس 2018)  للكتلة البرلمانية الحزب الديمقراطي.
- انتخب مخمن للضرائب [الإنجليزية]‏ لا سبيتسيا (1997 – ).
- انتخب عضو مجلس محلي [الإنجليزية]‏ لا سبيتسيا (1990 – ).
- انتخب وزير العدل (22 فبراير 2014 – 12 ديسمبر 2016).
- انتخب وزير البيئة [الإنجليزية]‏ (28 أبريل 2013 – 22 فبراير 2014).
- انتخب عضو مجلس النواب في الجمهورية الإيطالية عن دائرة Liguria (Chamber of Deputies constituency) [الإنجليزية]‏ خلال فترته النيابية [الإنجليزية]‏ (21 أبريل 2006 – 28 أبريل 2008).

## وصلات خارجية
- الموقع الرسمي